# Petchtai Wongkamlao
Petchtai Wongkamlao (en tailandés: เพ็ชรทาย วงศ์คำเหลา; provincia de Yasothon, 24 de junio de 1965), más conocido con su nombre artístico Mum Jokmok (en tailandés: หม่ำ จ๊กมก) o Mam Chokmok, es un actor, director y humorista tailandés muy famoso en su país.

## Biografía
Wongkamlao comenzó su carrera como comediante en Bangkok en restaurantes donde presentaban espectáculos con música en vivo y de comedia. Él comenzó su propia compañía de comedia llamada "Jaturong Mokjok". Se dio a conocer ampliamente al público con un programa de variedades y juegos llamado Ching Ching Roi Lan (ชิง ร้อย ชิง ล้าน) organizado por Panya Nirankul,él apareció en la sección de comedia con los miembros de su grupo y montajes. Él también co-organizó otro programa de juegos populares Wethithong (เวที ทอง) con Kiat Kitcharoen.
Actualmente tiene su propio programa de televisión llamado "Mum show" que se transmite todos los sábados en la noche.

## Roles en cine
Wongkamlao es quizás mejor conocido por su papel de película como George (o bolas sucias, una palabra que proviene del dialecto Isan, buk Hum Lare; บักหำแหล่), donde su personaje era de un estafador sin dejar de lado lo cómico en la película Ong-Bak: El guerrero Muay Thai, película de acción muy popular que protagonizada por Tony Jaa.
Posteriormente retomó e un nuevo papel cómico en Tom-Yum-Goong, aunque en lugar de un estafador, fue un inspector de la policía de Sídney. Gran parte del rol que interpretó Wongkamlao en Tom-Yum-Goong era en idioma inglés, que no es su lengua materna, lo cual fue un desafío para este actor; en los créditos al cierre de la película se le muestra luchando con muchos de sus líneas.
Su primer papel protagónico en una película fue en 2001 en el asesino del tatuaje, donde hizo su debut como director Sippapak Yuthlert. En la historia de un grupo de pistoleros torpes, su personaje era llamado perro Badbomb. 
Después del éxito que tubo gracias a su papel en Ong-Bak: El guerrero Muay Thai, Wongkamlao escribió, dirigió y protagonizó su propia película, El Guardaespaldas, una película de comedia, acción y artes marciales, que contó con la ayuda del coreógrafo de artes marciales Panna Ritikrai y la actuación especial de Tony Jaa en un pequeño papel como un luchador en un supermercado. Una de las escenas más complicadas de la película para Wongkamlao, es cuando tiene que correr desnudo por las calles abarrotadas de gente en Bangkok alrededor de una plaza pública donde se encuentra el monumento de la victoria , un importante cruce para transporte público. En el documental "making of" en el DVD de la película, Wongkamlao dice que la escena fue una de las cosas más embarazosas que jamás había hecho. Sin embargo durante los créditos se muestra que para esta escena se usó como doble de espalda a un niño, lo que supone una menor connotación inmoral a la hora de filmar desnudos en una calle transitada en la cultura tailandesa.
Wongkamlao escribió, dirigió y protagonizó en 2005 Yam Yasothon (Hola Yasothon), en su rol en esta película, él volvió a sus raíces de cuando era cómico en los cafés y restaurantes de Bangkok. Yam Yasothon es una comedia musical romántica ambientada en el nordeste de zonas rurales de Tailandia en 1967. Fue un homenaje a las películas de comedia tailandesa musical de la década de 1960 y 1970, especialmente las películas de Mitr Chaibancha y Petchara Chaowarat. El diálogo fue en su totalidad en el dialecto Isan, por lo cual tocó poner subtítulos en tailandés tradicional para que los televidentes que no hablan este dialecto pudieran entender. La película Yam Yasothon recibió una nominación en la Premiación Nacional de Cine Tailandia, a mejor actriz para la co-estrella de Wongkamlao, Janet Kheaw.
Él se ve a menudo en papeles menores, incluyendo una exitosa comedia tailandesa de 2005 llamada El Hombre Santo (Luang PHII Theng), así como un papel sin acreditar en Dumber Heroes, una parte que ha dicho que él hizo por "una caja de cerveza".Wongkamlao escribió una corta autobiografía, La historia no contada (ISBN 974-91946-9-1).
A finales de 2005 Wongkamlao protagoniza espíritu variedades(Pee Chalui), una historia de comedia y horror en la que interpreta al director de un programa de telerrealidad que busca espíritus en lugares embrujados. La película fue estrenada el 29 de diciembre de 2005 y fue dirigida por Adirek "tío" Wattaleela, un veterano productor y director, y también fueron invitados muchos destacados directores de cine y productores de Tailandia, incluyendo Somsak Techaratanaprasert, Prachya Pinkaew, Cartel Piak, Songsri Cherd, Sippapak Yuthlert y muchos otros.
Junto con su trabajo en el cine, Wongkamlao sigue siendo parte regular del elenco de la BBTV Canal 7 de Tailandia, en el programa de variedades y juego, Ching-Ching-Roi-Lan, con la colaboración de colegas comediantes como Pongsak Pongsuwan y Eamsuk Choosak.
El Guardaespaldas 2 es una precuela de su predecesora el guardespaldas de 2005, que narra la historia de su personaje Khumlao y cómo había llegado desde el país ficticio de Nongwaileum a trabajar en una misión de policía secreta en Tailandia, donde su personaje si hizo pasar por un cantante llamado Mummy Lao,por lo que además de la acción y la comedia, la película cuenta con canto y baile. 
Wongkamlao también aparece en otra película en 2007 llamada Raet Kuu, donde interpretó el papel de un Kathoey o transexual.

## Filmografía

### Como actor
- Phee Ban Pob Parte 11 (1994)
- Phee Ban Pob Parte 13 (1994)
- Asesino del tatuaje (2001)
- Ong-Bak: El guerrero Muay Thai como George/Hamlé (2003)
- Sai Fah Lor (Pattaya Maniac) (2003)
- El guardaespaldas (Película de 2004) como Wong Kom
- La media noche, mi amor (Cherm) (2005)
- El Hombre Santo (Luang PHII Theng) (2005) (cameo)
- Dumber Héroes (2005) (cameo)
- Tom yum goong (El Protector/Thai Dragon) como Mark (2005)
- Yam Yasothon (Hola Yasothon) (2005)
- Espíritu Variedades (Chalui 4: Chalui Pee) (2005)
- Jai Lai (Flores peligrosas) (2006)
- Krasue San Valentín (Espíritu de San Valentín) (2006) (en el clip de película El guardaespaldas)
- Nong Nakleng Teng-pukaotong (2006) (cameo)
- Chai lai(2006) como Boss
- El guardaespaldas 2 (Película de 2007) como Khum Lhau
- Teng Nong Khon Ma Ha Hea (2007)
- La extraña pareja (2007)
- Khuu raet (2007)como Lilly
- Konbai: La Película (2007)
- Mum Deaw Liem Hua Hua Lam(2008)
- Ong Bak 2 (2008) (Cameo)
- Yam yasothon 2 (2009) como Yam
- Ong Bak 3 (2010)

### Como actor y director
- El guardaespaldas (2004)
- Yam Yasothon (Hola Yasothon) (2005)
- El Guardaespaldas 2 (2007)
- Yam Yasothon 2 (Hola Yasothon 2) como Yam (2008)
- Wongkamlao (2009)

- Datos: Q668207
- Multimedia: Petchtai Wongkamlao / Q668207